# Фраттамаджоре
Фраттамаджоре (італ. Frattamaggiore, сиц. Frattamaggiuri) — муніципалітет в Італії, у регіоні Кампанія,  метрополійне місто Неаполь.
Фраттамаджоре розташоване на відстані близько 185 км на південний схід від Рима, 13 км на північ від Неаполя.
Населення — 30 522 особи (2014).

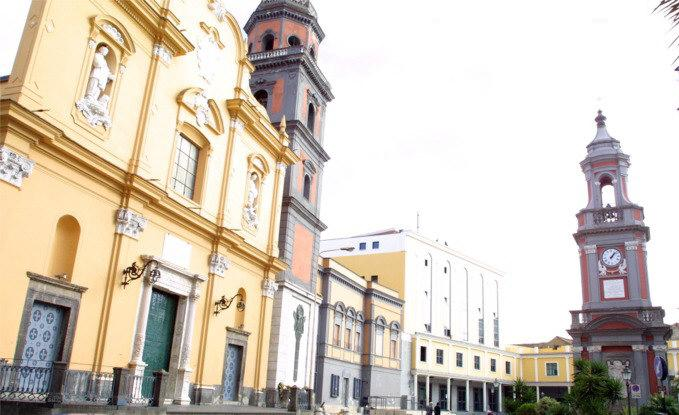

Щорічний фестиваль відбувається 23 вересня. Покровитель — San Sossio Levita e Martire.

## Демографія
Населення за роками:

Станом на 1 січня 2023 року в муніципалітеті офіційно проживало 1119 іноземців з 45 країн, серед них 69 громадян країн Євросоюзу та 334 громадяни України.

## Клімат
| FRATTAMAGGIORE                | Місяці | Місяці | Місяці | Місяці | Місяці | Місяці | Місяці | Місяці | Місяці | Місяці | Місяці | Місяці | Пора  | Пора  | Пора | Пора  | Рік    |
| FRATTAMAGGIORE                | Січ    | Лют    | Бер    | Кві    | Тра    | Чер    | Лип    | Сер    | Вер    | Жов    | Лис    | Гру    | Зим   | Вес   | Літ  | Осі   | Рік    |
| ----------------------------- | ------ | ------ | ------ | ------ | ------ | ------ | ------ | ------ | ------ | ------ | ------ | ------ | ----- | ----- | ---- | ----- | ------ |
| Темп. макс. (°C)              | 12.5   | 13.2   | 15.2   | 18.2   | 22.6   | 26.2   | 29.3   | 29.5   | 26.3   | 21.8   | 17.0   | 13.6   | 13.1  | 18.7  | 28.3 | 21.7  | 20.5   |
| Темп. мін. (°C)               | 3.8    | 4.3    | 5.9    | 8.3    | 12.1   | 15.6   | 18.0   | 17.9   | 15.3   | 11.6   | 7.7    | 5.1    | 4.4   | 8.8   | 17.2 | 11.5  | 10.5   |
| Опади (мм)                    | 104.4  | 97.9   | 85.7   | 75.5   | 49.6   | 34.1   | 24.3   | 41.6   | 80.3   | 129.7  | 162.1  | 121.4  | 323.7 | 210.8 | 100  | 372.1 | 1006.6 |
| Дні опадів (≥ 1 мм)           | 10     | 10     | 10     | 9      | 6      | 4      | 2      | 4      | 6      | 8      | 11     | 11     | 31    | 25    | 10   | 25    | 91     |
| Морозні дні (Tmin ≤ 0 °C)     | 5      | 3      | 2      | 0      | 0      | 0      | 0      | 0      | 0      | 0      | 0      | 2      | 10    | 2     | 0    | 0     | 12     |
| Вологість повітря (%)         | 75     | 73     | 71     | 70     | 70     | 71     | 70     | 69     | 73     | 74     | 76     | 75     | 74.3  | 70.3  | 70   | 74.3  | 72.3   |
| Абсолютна геліофанія (години) | 3.7    | 4.4    | 5.1    | 6.3    | 7.9    | 9.3    | 10.1   | 9.5    | 7.8    | 6.1    | 4.2    | 3.4    | 3.8   | 6.4   | 9.6  | 6     | 6.5    |

## Сусідні муніципалітети
- Арцано
- Кардіто
- Казорія
- Криспано
- Фраттаміноре
- Грумо-Невано
- Сант'Арпіно